# Jean-Paul Vincendeau
Jean-Paul Vincendeau, né le 25 janvier 1959 à Saint-Prouant (Vendée), est un pilote automobile français d'autocross.

## Biographie
De formation mécanicien, il découvre son sport de prédilection en 1979 en épaulant son frère aîné Benoît, alors pilote. 
Il prend à son tour le volant en 1981, pour ne plus le quitter jusqu'en 2003. Bertrand Vincendeau devient Champion de France la même année, sur une Propulsuion S2 Renault, en remportant du même coupe la Coupe Nationale Buggy. Florent Vincendeau, fils de Jean-Paul, est également un adepte de

## Palmarès
- Triple Champion d'Europe, en 1993 et 1994 avec un moteur V6 PRV (châssis Gembo), puis 1998 sur une Propulsion PR (catégorie "Super Buggy" Division 3);
- Champion de France, en 1990 (sur Gembo PRV, D3 libre);
  - Coupe d'Europe des Nations 1992[2];
  - 3e du championnat d'Europe en 1997[3].